# 翁照垣

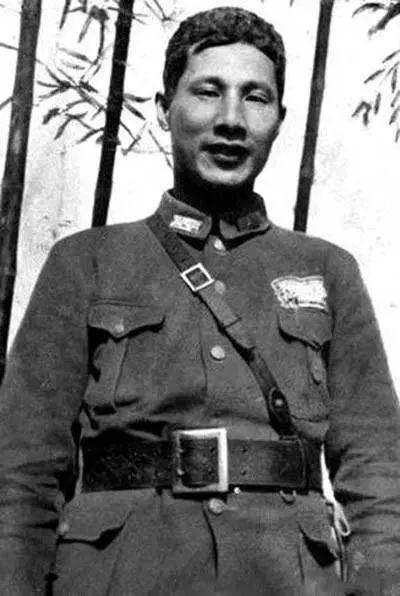
一二八事变期间的翁照垣

翁照垣（1892年12月16日—1972年10月8日），原名輝騰，又名嘉添，字照垣，以字行，中國廣東惠来人，中華民國國民革命軍军官。中國青年黨籍。
1932年淞沪会战一二八事變，日本佐世保特别陆战队登陆上海，占领张华浜，进而进攻吴淞要塞。翁照垣时任19路军78师156旅旅长，驻守吴淞要塞和宝山。佐世保陆战队派出2000人及坦克车，结果被赵金声连击溃。民国21年3月2日，19路军及第5军撤退至第二道防线（嘉定·黄渡防线），仅剩翁照垣旅仍在吴淞要塞，随后在3月3日5时成功撤退至嘉定。原本撤退之路十分凶险，结果留下警戒的一个步兵排撤退时袭扰了日军，使翁照垣旅成功撤退。民间赞誉翁照垣“将军奋起起南纪，志挽日月会山邱”（常燕生《翁将军歌》），章太炎亦贈聯盛贊翁照垣:『李廣從來先將士，衛青未肯學孫武。』
戰後他獲頒中華民國國軍的青天白日勳章。1933年到1934年的闽变期间，他担任驻安溪的中华共和国人民革命军第六军军长。1937年擔任國民黨第一戰區前敵總指揮，隨後在1938年任第七戰區東江游擊司令。
抗戰勝利後，翁照垣退出軍旅在汕頭和惠來兩地主要從商。翁照垣在汕頭曾經的住所位於如今的共和路附近，商平路永興街則有他的商行⸺“興記行”，專營錫礦和酒類。他還捐資、集資修建了汕頭新華電影院和新觀電影院。翁也去過法國學開⻜機，⻜機失控後，他跳艙後居然只是受了皮肉之傷，法國人驚異不已，前國務院副總理鄒家華的父親⸺鄒韜奮先生也對他交口稱贊，誇他是“勇敢的中國人”。
國共內戰後，翁於1949年遷居香港，並於1972年逝世。著作《一‧二八淞滬血戰史》